# الكسندر بيرس
الكسندر بيرس (بالإنجليزية: Alexander Pearce) هو مجرم أيرلندي، ولد في 1790 في مقاطعة فيرماناغ في المملكة المتحدة، وتوفي في 19 يوليو 1824 في هوبارت في أستراليا بسبب شنق.